# مكتب خدمات الرقابة الداخلية التابع للأمم المتحدة
مكتب خدمات الرقابة الداخلية التابع للأمم المتحدة (بالإنجليزية: United Nations Office of Internal Oversight Services)‏ وتعرف اختصاراً (بالإنجليزية: OIOS)‏ هو مكتب مستقل في الأمانة العامة للأمم المتحدة تتمثل ولايته في «مساعدة الأمين العام في الوفاء بمسؤولياته في مجال الرقابة الداخلية فيما يخص موارد المنظمة وموظفيها». وعلى وجه التحديد المراجعة الداخلية والتحقيق والرصد والتقييم والتفتيش والإبلاغ وخدمات الدعم للأمانة العامة للأمم المتحدة.
تعد وظيفة المكتب مماثلة للعديد من منظمات التدقيق الحكومية الوطنية، مثل مكتب مساءلة الحكومة في الولايات المتحدة. يقدم المكتب تقاريره إلى الجمعية العامة والأمين العام. تأسس المكتب عام 1994 بناء على إصرار الولايات المتحدة على أن تتخذ الأمم المتحدة خطوات للحد من التبذير والفساد، على الرغم من وجود بعض الشكوك حول فعاليته.
في 17 أكتوبر 2019 وخلفًا للفليبينية هايدي مندوزا، تعد السنغالية فاتوماتا ندياي وكيلة الأمين العام والرئيسة الحالية للمكتب ، لمدة خمس سنوات تبدأ من تاريخ تعيينها. كان أول رئيس في الوظيفة هو وكيل الأمين العام كارل تيودور باشك.